# محمدصادق افتخار
محمدصادق افتخار سیاست‌مدار ایرانی بود، که در دوره بیست و چهارم مجلس شورای ملی به عنوان نماینده لارستان از استان فارس در مجلس شورای ملی حضور داشت.